# Äkta bockbaggar
Äkta bockbaggar (Lamiinae) är en underfamilj av familjen långhorningar (Cerambicidae).
De skiljer sig genom den lodrätt ställda pannan och den nedåtriktade munnen från de övriga arterna i familjen. Hithörande arter lever i trä, och de fullbildade skalbaggarna träffas oftast på olika slags trädstammar. I Sverige förekommer 35 arter, fördelade på 16 släkten. Ytterligare 3 arter (och ett släkte) är påträffade i Sverige.

## Tribusinom äkta bockbaggar[1]
- Acanthocinini
- Acanthoderini
- Agapanthiini
- Apodasyini
- Desmiphorini
- Dorcadiini
- Lamiini
- Mesosini
- Monochamini
- Phytoeciini
- Pogonocherini
- Saperdini
- Tetropini